# Letiště Liberec
Letiště Liberec (ICAO: LKLB) je neveřejné mezinárodní letiště v okrese Liberec v Libereckém kraji. Leží 2,5 km západně od centra Liberce, mezi jeho částmi Ostašov a Růžodol I, v katastrálním území Růžodolu I. Má jednu travnatou vzletovou a přistávací dráhu. Provozovatelem letiště je statutární město Liberec.

## Historie
V roce 1926 vzniklo letiště ve Starých Pavlovicích, odkud létal letoun s poštou do Prahy; linku provozovala společnost Avia. Jednalo se však o provizorní areál, který po zastavení provozu linky v roce 1927 (kdy asi 2 měsíce též létala s cestujícími) již nebyl využíván.
Řádné letiště bylo zřízeno v roce 1930 mezi Růžodolem I a Ostašovem, kromě hangáru však do roku 1938 nemělo žádné zázemí. V roce 1937 zahájily Československé státní aerolinie provoz osobní linky Praha–Liberec.
V roce 1992 získalo liberecké letiště status mezinárodního letiště.
V souvislosti se zadlužeností města Liberec se v 10. letech 21. století řešil možný prodej letiště. V roce 2013 měli občané Liberce rozhodnout v referendu o možném prodeji letiště. Referendum však bylo prohlášeno za neplatné, neboť se k němu dostavilo pouze 16,9 % oprávněných voličů namísto 35 % požadovaných zákonem. Přes 90 % hlasujících hlasovalo proti prodeji.

## Popis
Letiště Liberec umožňuje pouze let za viditelnosti (VFR) ve dne. Jeho vzletová a přistávací dráha je travnatá, dlouhá 1020 m a široká 50 m. Ke svému provozu letiště využívá Aeroklub Liberec.

## Galerie

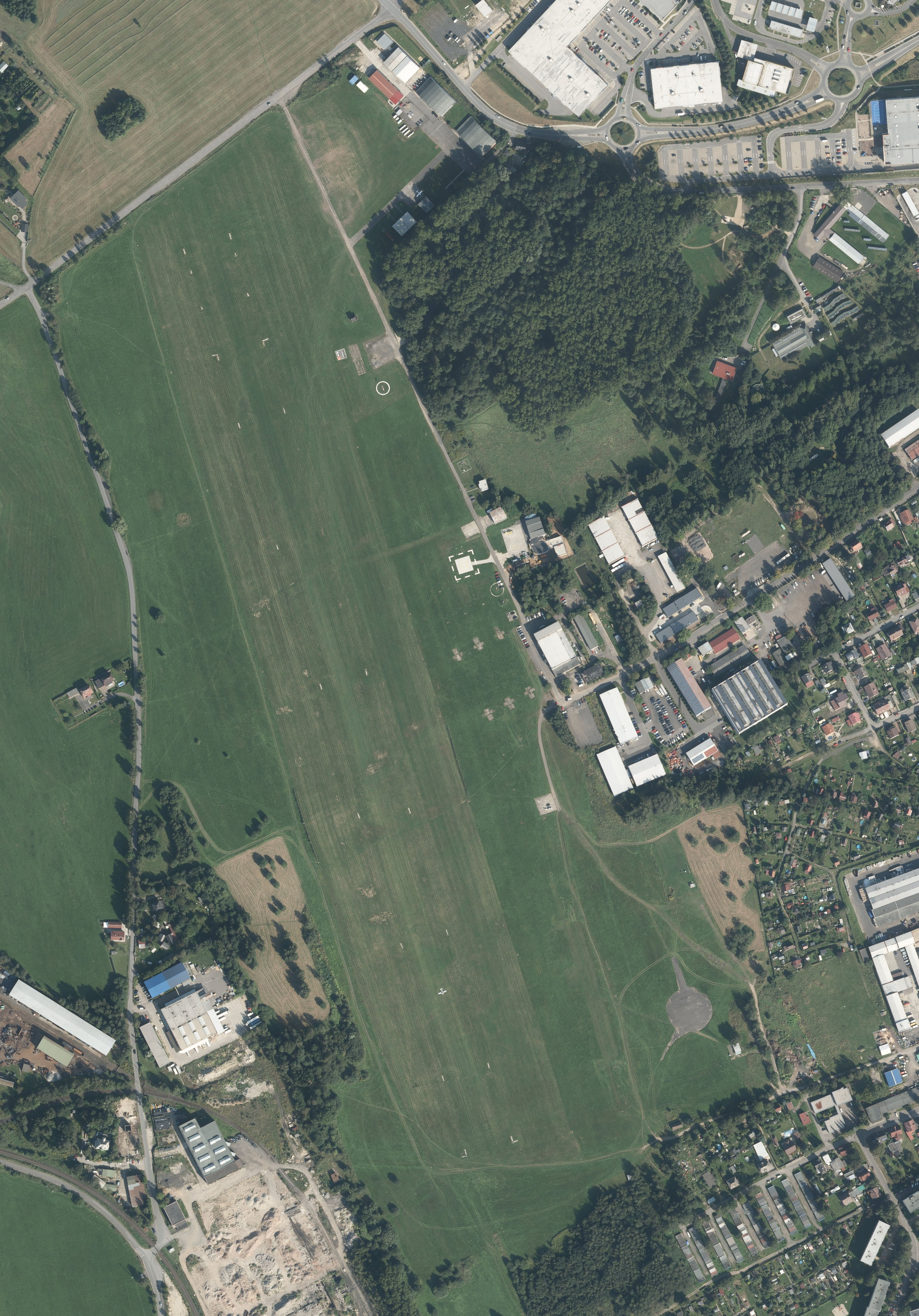
Letecký pohled na letiště Liberec
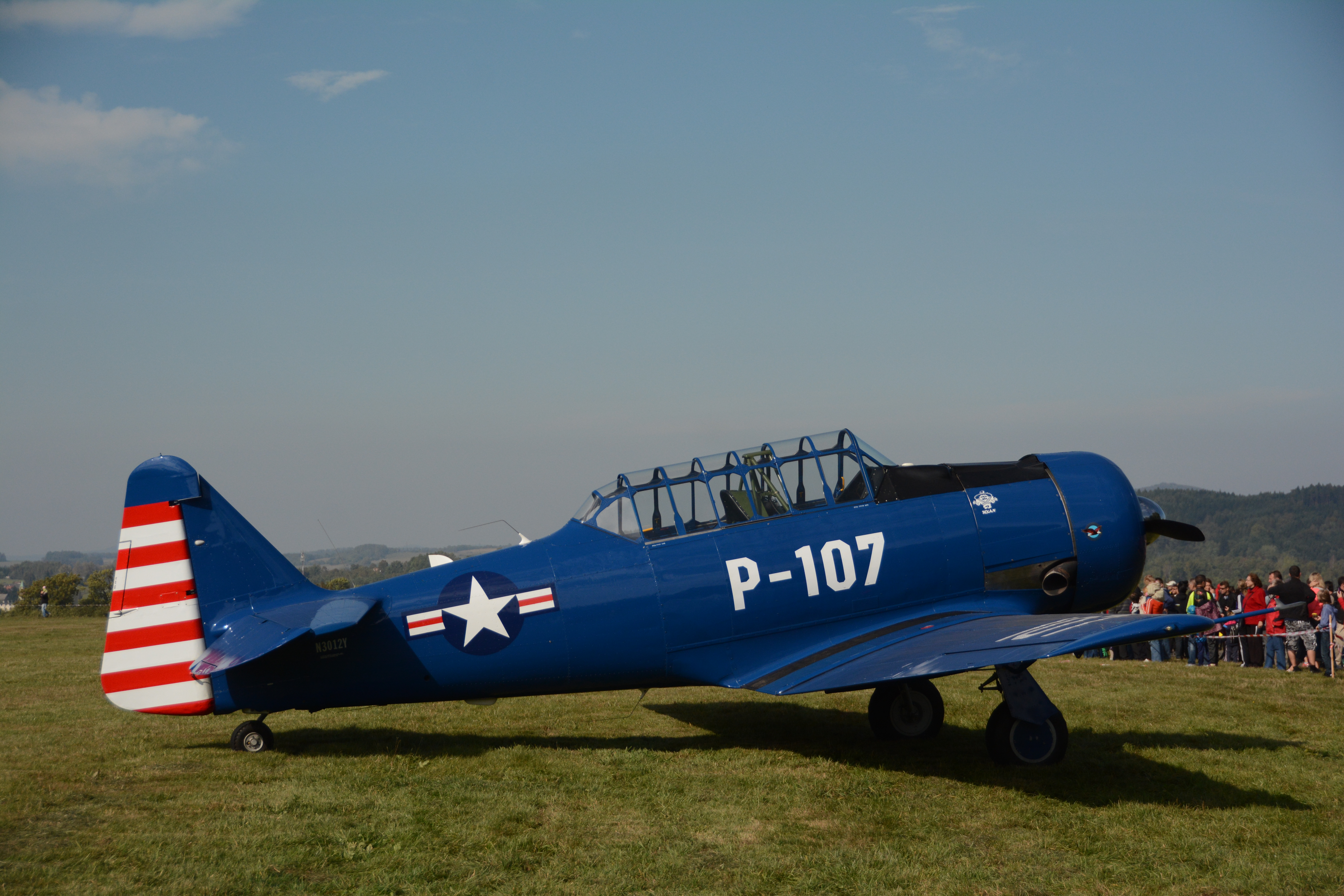
AT-6D Texan na leteckém dni v Liberci
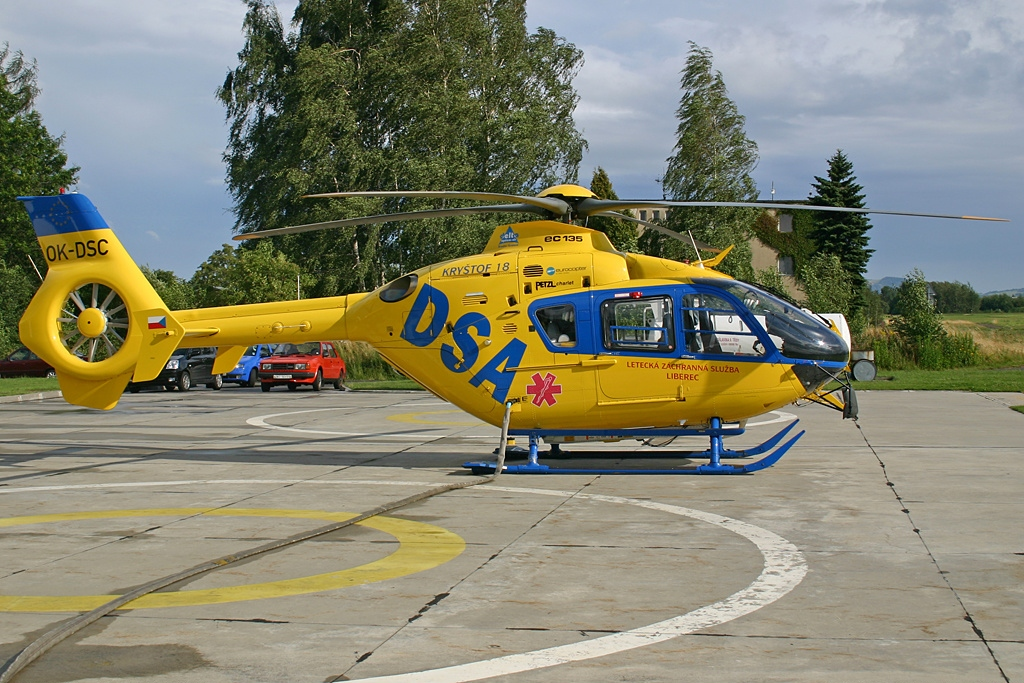
Vrtulník Eurocopter EC-135T-2 letecké záchranné služby